# Poarta Flandrei
Poarta Flandrei (în franceză Porte de Flandre, în neerlandeză Vlaamsepoort) este o fostă poartă din Bruxelles, parte a celui de-al doilea rând de fortificații.

## Poziție
Poarta conecta la acea vreme străzile Rue de Flandre / Vlaamsestraat și Chaussée de Gand / Gentsesteenweg. În fața porții se afla un șanț de apărare a orașului, plin cu apă, care avea legătură directă cu canalul Willebroek.
În ziua de azi, fosta poziție a porții se află la intersecția dintre străzile Rue de Flandre, Antoine Dansaert și centura mică a orașului.

## Istoric
Poarta Flandrei era apărată de Casa de Sweerts, una din cele șapte case nobile ale Națiunilor Bruxelles-ului. Ea a fost demolată în jurul anului 1783, împreună cu restul fortificațiilor, pentru a face loc bulevardelor largi care au fost construite începând cu 1810 și care acum formează Pentagonul.

## Galerie

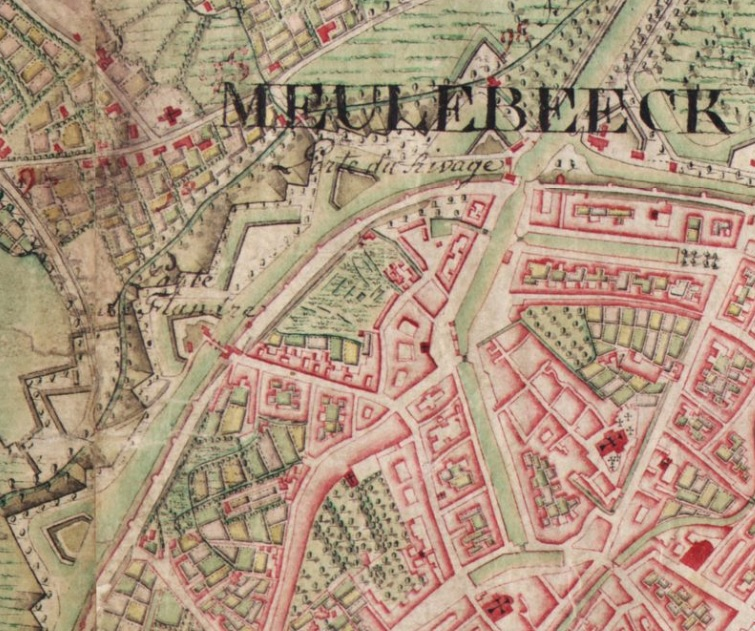
Poarta Flandrei și Poarta Malului pe harta Ferraris din secolul al XVIII-lea.
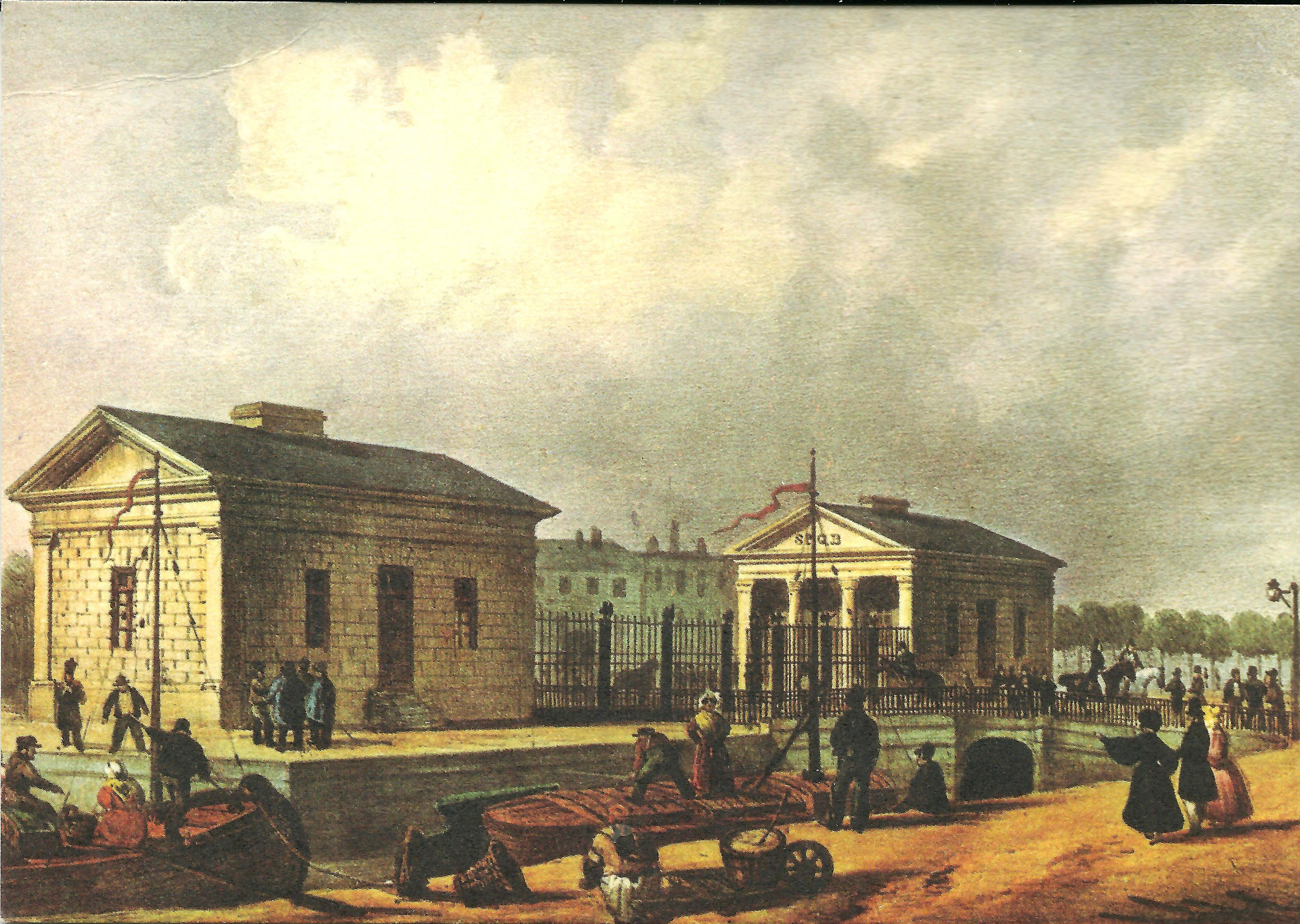
Poarta Flandrei în secolul al XIX-lea

## Accesibilitate
Fostul sit al porții este accesibil prin intermediul stației de metrou Comte de Flandre / Graaf van Vlaanderen.